# Koltjärnen (Offerdals socken, Jämtland)
Koltjärnen är en sjö i Krokoms kommun i Jämtland och ingår i Indalsälvens huvudavrinningsområde.